# Селиванов, Валентин Егорович
Валентин Егорович Селиванов  (род. 17 марта 1936, деревня Становая, Воронежская область) — советский и российский военачальник, адмирал (13.02.1992).

## Биография
Родился 17 марта 1936 года в деревне Становая Становлянского района. Выходец из кубанских казаков. В 1954 году окончил 6-ю Воронежскую спецшколу Военно-Воздушных Сил.
С сентября 1954 года по июнь 1958 года учился в Высшем военно-морском училище имени М. В. Фрунзе, после окончания которого был назначен командиром зенитной батареи БЧ-2 эскадренного миноносца «Вкрадчивый» Тихоокеанского флота (1958-1959), командиром БЧ-2-3 малого противолодочного корабля «МПК-439» (1959-1961), помощником командира (1961-1962) и командиром (1962-1964) малого противолодочного корабля «МПК-477» .
С сентября 1964 года по июнь 1965 года учился на командном факультете 6-х Высших специальных офицерских классов ВМФ в Ленинграде, после окончания которых был назначен командиром сторожевого корабля «СКР-75». В 1967 году вступил в командование эскадренным миноносцем «Вольный» Тихоокеанского флота.
С сентября 1969 года слушатель командного факультета Военно-морской академии.
С июня 1971 года, после окончания академии, был назначен начальником штаба 26-й бригады противолодочных кораблей Балтийского флота. С августа 1973 года — командир 76-й бригады эскадренных миноносцев того же флота. С августа 1975 года — командир 12-й дивизии ракетных кораблей того же флота.
С ноябре 1978 года — начальник штаба 5-й оперативной эскадры ВМФ в Средиземном море. В ноябре 1979 года присвоено воинское звание — контр-адмирал. С 22 февраля 1981 года — командир 5-й оперативной эскадры ВМФ в Средиземном море. В ноябре 1984 года присвоено воинское звание — вице-адмирал.
С 19 сентября 1985 года начальник штаба — первый заместитель командующего Черноморским флотом. Избирался членом Балтийского городского комитета КПСС и депутатом Севастопольского городского совета народных депутатов (1987).
В феврале 1988 года был руководителем операции по вытеснению кораблей ВМС США из советских территориальных вод в Чёрном море (командующий флотом адмирал М. Н. Хронопуло в это время находился в Москве).
В начале декабря 1989 года адмирал Селиванов, находясь на ракетном крейсере «Слава», обеспечивал безопасность встречи лидеров двух сверхдержав — СССР и США — Горбачёва и Буша происходившей на борту круизного судна «Максим Горький» стоящего на рейде Ла-Валетты (Мальта).
24 декабря 1989 года назначен командиром Ленинградской военно-морской базы — комендантом Кронштадтской военно-морской крепости.
В феврале 1992 года присвоено воинское звание — адмирал.
С сентября 1992 года — начальник Главного штаба — первый заместитель Главнокомандующего ВМФ.
В декабре 1996 года уволен в запас.
Работал заместителем генерального директора ЗАО «Компас-1».
Живёт в городе Москва.
Специалист в области оперативного искусства и стратегии ВМФ, управления флотами в операции. Руководитель и участник обоснования состава вооружения ВМФ, разработки нормативных документов. Автор научных трудов по проблемам обеспечения боевой готовности сил флотов, оценки эффективности перспектив развития морского оружия, организации конверсии.

## Награды
РФ:
- орден «За военные заслуги» (1.03.1996)[8];
- медали.

СССР:
- орден Красной Звезды (02.1991)[9];
- орден «За службу Родине в Вооружённых Силах СССР» II степени (1987);
- орден «За службу Родине в Вооружённых Силах СССР» III степени (1975);
- медали.